# Otto Lackovič
Pour les articles homonymes, voir Lackovič.
Otto Lackovič, né le 5 avril 1927 à Hlohovec et mort le 4 février 2008 à Prague, est un acteur tchécoslovaque puis slovaque.

## Biographie
Dans sa jeunesse, Otto Lackovič travaille pour les théâtres de Nitra, Michalovce, Prešov et Žilina. À partir de 1955, il joue au Théâtre de la Satire de Prague, rebaptisé ensuite par Jan Werich en Divadlo ABC (cs), qui est intégré en 1962 aux Městská divadla pražská (cs) (Théâtres municipaux de Prague), où il reste jusqu'en 1991. 
Il tient près de 130 rôles au cinéma. Il incarne généralement des personnages fougueux et courageux, souvent issus des marges de la société (criminels, fous). Grâce à sa peau plus mate, il est également choisi pour interpréter des gitans (par exemple dans la série Chalupáři (cs) et dans le film Můj přítel Fabián). Il est aussi acteur dans le doublage, principalement dans des rôles de méchants, tels Rollins dans la saga Winnetou. Il tourne pratiquement jusqu'à sa mort, sa dernière apparition étant dans la série Nemocnice na kraji města – nové osudy (cs) en 2008. 

## Filmographie
- 1954 : Stříbrný vítr
- 1955 : Jan Žižka
- 1955 : Větrná hora : Rudolf Pecián
- 1956 : Proti všem
- 1959 : 105% alibi
- 1963 : Ikarie XB-1 (Otto Lack dans la version américaine)
- 1963 : Smrt si říká Engelchen
- 1967 : Marketa Lazarová
- 1969 : Zabil jsem Einsteina, pánové... : un assistant
- 1971 : Vražda v hotelu Excelsior
- 1974 : Trofej neznámeho strelca
- 1974 : Noc oranžových ohňů : le prisonnier Jeřábek
- 1975 : Chalupáři
- 1976 : 30 případů majora Zemana
- 1978 : Der Schneider von Ulm : le père d'Irma Moretti
- 1980 : Nevera po slovensky
- 1982 : Smrt talentovaného ševce (d'après le roman du même nom de Václav Erben publié en 1978.)
- 1983 : Sestřičky
- 1985 : Fešák Hubert
- 1985 : Synové a dcery Jakuba skláře
- 1988 : Rodáci
- 1992 : Trhala fialky dynamitem
- 1993 : Nesmrtelná teta
- 1994 : Bylo nás pět
- 1996 : Bumerang
- 2001 : Četnické humoresky
- 2008 : Nemocnice na kraji města – nové osudy (cs)